# Winfried Sigg
Winfried Sigg (* 29. Dezember 1961) ist ein deutscher Behindertensportler.

## Werdegang
Winfried Sigg ist querschnittsgelähmt und sitzt im Rollstuhl, seit er mit 18 Jahren einen Motorradunfall hatte. Trotz seiner Behinderung wollte er sich nicht nur sportlich betätigen, sondern auch Leistungssport betreiben. Als Sportdisziplin wählte er die Leichtathletik, war jedoch anfangs auch als Schwimmer aktiv.
Wegen seiner guten Leistungen wurde Sigg in die deutsche Behindertennationalmannschaft berufen. Bei den Sommer-Paralympics 1984 schwamm er in der Startklasse 2 verschiedene Strecken und konnte über 50 m Brust eine Silbermedaille gewinnen. 1988 startete er bei den Sommer-Paralympics in Seoul und holte mit der deutschen Leichtathletik-Staffel (Robert Figl, Gregor Golombek, Wolfgang Petersen) die Goldmedaille über 4-mal 400 m. Beim Marathon (Gruppe 2) wurde er Siebter. Bei den Sommer-Paralympics 1992 in Barcelona gewann er mit der deutschen Staffel (Robert Figl, Guido Müller, Markus Pilz) Gold über 4-mal 100 m und Bronze über 4-mal 400 m (jeweils Klasse TW3-4). Er nahm auch an den Paralympischen Sommerspielen 1996 in Atlanta teil, bei denen er in der Klasse T52 das Rollstuhlrennen über 400 m in 52,43 Sekunden bestritt und Gewinner der Goldmedaille wurde. Für diesen Erfolg wurde er vom Bundespräsidenten mit dem Silbernen Lorbeerblatt ausgezeichnet. Bei den IPC Athletics World Championships 1998 in Birmingham konnte Sigg in der Klasse T54 eine Silbermedaille über 800 m erlangen. Im gleichen Jahr wurde er Dritter beim Rollstuhlwettbewerb des Berlin-Marathons. 2000 nahm er an den Sommer-Paralympics in Sydney teil, kam aber auf keine Medaillenränge, sein bestes Ergebnis war der 6. Platz über 800 m (Klasse T53).
Sigg nimmt nicht mehr an Paralympics teil, fährt aber noch Handbikerennen. Er gehörte dem Team Sopur an, das von dem Rollstuhlhersteller Sunrise Medical gesponsert wird, für den Sigg seit 1992 als Produktberater arbeitet. Er ist Botschafter der Stiftung MyHandicap.
Sigg lebte in Arnach und hat einen Sohn.